# Калинино (Бобруйский район)
Кали́нино (бел. Калініна) — деревня в составе Сычковского сельсовета Бобруйского района Могилёвской области Республики Беларусь.

## Население
- 1999 год — 126 человек
- 2010 год — 118 человек